# Comuna Horbova, Herța
Horbova (în ucraineană Горбова) este o comună în raionul Herța, regiunea Cernăuți, Ucraina, formată din satele Bănceni și Horbova (reședința).

## Demografie
Componența lingvistică a comunei Horbova
     Română (95,65%)
     Ucraineană (3,64%)
     Alte limbi (0,71%)
Conform recensământului din 2001, majoritatea populației comunei Horbova era vorbitoare de română (95,65%), existând în minoritate și vorbitori de ucraineană (3,64%).